# Люча (річка)
Люча — річка у Косівському районі Івано-Франківської області, права притока Лючки (басейн Пруту).

## Опис
Довжина річки 11  км., похил річки — 38 м/км. Площа басейну 34,6 км².

## Розташування
Бере початок в селі Баня-Березів. Тече переважно на схід і в селі Середній Березів впадає у річку Лючку.